# Sporenleeuwerik
De sporenleeuwerik (Heteromirafra ruddi) is een zangvogel uit de familie Alaudidae (leeuweriken). Het is een bedreigde, endemische vogelsoort in Zuid-Afrika. De Afrikaanse naam is drakensberglewerik.

## Kenmerken
Deze leeuwerik is 14 cm lang. Het is een vogel met een relatief grote kop, een korte staart en donkere ogen en een kuifje op de kop. De vogel heeft een brede witte wenkbrauwstreep en nog een licht streepje op de kruin.

## Verspreiding en leefgebied
De leefgebieden liggen verspreid in Zuid-Afrika zoals onder andere in het zuidoosten van Mpumalanga (Transvaal) en noordwestelijk KwaZoeloe-Natal en noordoostelijk Vrijstaat, daarnaast zijn er populaties in de Oostkaap. Deze leefgebieden bestaan uit subtropische of tropische hooggelegen graslanden tussen de 1600 en 2200 meter boven zeeniveau.

## Status
De sporenleeuwerik heeft een beperkt verspreidingsgebied en daardoor is de kans op uitsterven aanwezig. De grootte van de populatie werd in 2017 door BirdLife International geschat op 1700 tot 3300 individuen en de populatie-aantallen nemen af door habitatverlies. Het leefgebied wordt aangetast omdat natuurlijke graslanden met struikgewas worden omgezet in gebied voor agrarisch gebruik en menselijke bewoning. Om deze redenen stond de soort tussen 1994 en 2004 als ernstig bedreigd op de Rode Lijst van de IUCN. Toen bleken er in de Oostkaap nog redelijk grote populaties te zijn, waardoor de vogel tussen 2004 en 2016 als kwetsbaar werd beschouwd. Volgens in 2016 gepubliceerd onderzoek gingen die populaties hard achteruit en daarom staat de vogel nu als bedreigd op de lijst.